# Halhipperga, Bhalki
Halhipperga là một làng thuộc tehsil Bhalki, huyện Bidar, bang Karnataka, Ấn Độ.